# Morra (Città di Castello)
Morra ist eine Fraktion  der italienischen Gemeinde (comune) Città di Castello in der Provinz Perugia, Umbrien.

## Geografie
Der Ort liegt etwa 10 km südwestlich des Hauptortes Città di Castello und etwa 40 km nordwestlich der Provinz- und Regionalhauptstadt Perugia im Tal des Nestor, einem kleinen Seitenfluss des Tibers. Morra liegt bei 306 m s.l.m. Nach einer Volkszählung lebten im Jahre 2001 263 Einwohner in Morra. 2011 waren es 236 Einwohner.

## Beschreibung
Schon seit der Römerzeit verläuft hier eine wichtige Verbindungsstraße zwischen Umbrien und der Toskana.
Der Name der Ortschaft leitet sich vermutlich von murra, „Felsen“ ab, eventuell auch von horrea, Kornspeicher, was auf ein wichtiges landwirtschaftliches Zentrum hinweisen würde, oder von mora, „Aufenthalt“, was in Zusammenhang mit seiner Lage an einer häufig frequentierten Verbindungsstraße gestanden hätte.

## Sehenswürdigkeiten
- Santa Maria della Pieve
- Oratorio di San Crescentino

## Bibliographie
- Manlio Cortelazzo: I dialetti italiani: storia, struttura, uso. UTET, Turin 2002, ISBN 88-02-05925-X.
- Simone Beccari, Silvia Palazzi: La valle del Nestore. Morra. Comune di Città di Castello, Città di Castello 2006.
- Klaus Zimmermanns: Umbrien. DuMont Reiseführer, Köln 2000, ISBN 978-3-7701-4357-3.